# Lundey
Lundey est une petite île inhabitée située à l'ouest de l'Islande.
Elle mesure 400 m de long et 150 m de large. 
Son point culminant se trouve à environ 14 m au-dessus du niveau moyen de la mer. 
L'île est un refuge pour les oiseaux de mer, y compris les macareux, guillemots à miroir, fulmars et des sternes arctiques. Le nom de l'île signifie d'ailleurs "ile des macareux". 